# Бакші Кім Наумович
Кім Нау́мович Бакші́ (рос. Ким Наумович Бакши; 1 березня 1931, Москва — 5 березня 2019, там же) — письменник і кінодраматург.

## Біографія
Народився в 1931 році в Москві. Закінчив відділення журналістики філологічного факультету МДУ. Літературну діяльність почав з 1957 року нарисами і розповідями про цілину, де працював трактористом і комбайнером.
Помер 5 березня 2019 року в Москві.

## Творчість
З 1963 року займається стародавньою і сучасною культурою Вірменії, вивчає манускрипти, що зберігаються в Матенадарані в Єревані, у Венеції на острові Святого Лазаря, у Відні у мхітаристів, в Бейруті в кілікійському Католікасаті, в Ісфагані в монастирі Христа Спасителя і ще в багатьох інших сховищах стародавніх книг, в найбільших бібліотеках світу. Про вірменські манускрипти і долю народу розповідають його книги «Орел і меч», «Доля і камінь», «Воскресіння святого Лазаря». Книга «Заморожений час» розповідає про мхітаристів Відня, їх стародавніх рукописні скарби. У збірці есе «З монастиря — про любов» говорить про Вірменію, її історію та сьогодення, про традиції та характері вірмен і особливо — про найгостріші проблеми становлення країни і народу. Всього є автором 6 книг, за його сценаріями знято понад 50 документальних і науково-популярних фільмів про культуру Вірменії, деякі з яких отримали міжнародні та регіональні премії.

## Нагороди

### Премії
- Його двадцятисерійний телевізійний фільм «Матенадаран» удостоєний Державної премії Вірменії та Міжнародної премії ім. Фрітьофа Нансена.
- За збірку есе «З монастиря про кохання» удостоєний премії Всевірменського благодійного Союзу AGBU (Нью-Йорк — Відень).
- Кім Бакші — перший невірменський автор, якому присуджена премія імені Левона Мкртчяна.
- Лауреат літературної премії Спілки письменників Вірменії ім. Ованеса Туманяна.
- Володар літературної премії Міжнародного союзу «Текеян» (Лондон).

### Ордени та медалі
- У 2001 році Уряд Вірменії нагородив Кіма Бакші медаллю Мовсеса Хоренаці.
- У 2011 удостоєний ювілейного ордена Союзу вірмен Росії та медалі Кавказької академії Росії «Мир на Кавказі»[2]
- Кавалер ордена Пошани Республіки Вірменії (2012).[3]